# Anne van der Bijl
Anne (Andrew) van der Bijl (pseud. brat Andrew, God's Smuggler, ur. 11 maja 1928 w Sint Pancras, zm. 27 września 2022) – holenderski kaznodzieja, przemytnik Biblii do krajów prześladujących chrześcijan i założyciel chrześcijańskiej organizacji charytatywnej Open Doors.

## Życiorys
Z uwagi na niemiecką okupację Holandii edukację zakończył na szóstej klasie. Po 1945 zaciągnął się do armii holenderskiej i walczył w Indonezji w oddziałach komandosów. Został ranny w kostkę i przedwcześnie zakończył karierę wojskową. Podczas rekonwalescencji zaczął lekturę Biblii i przeżył odnowę religijną. Został misjonarzem w szkole Worldwide Evangelization Crusade w Glasgow. W 1955 odbył podróż wraz z holenderską delegacją na V Światowy Festiwal Młodzieży i Studentów w Warszawie, gdzie zapoznał się z działalnością Kościoła w bloku komunistycznym i dostrzegł braki w zakresie literatury chrześcijańskiej, zwłaszcza w dostępie do Biblii. Rozdał wówczas pierwsze egzemplarze, które przywiózł ze sobą w walizce. Zapoczątkowało to jego działalność polegającą na przemycaniu Biblii do krajów komunistycznych. Z czasem otrzymał przydomek God's Smuggler. Był to również tytuł jego autobiografii, która stała się bestsellerem wydawniczym (10 milionów egzemplarzy w co najmniej 35 językach). 15 lipca 1955 założył organizację Open Doors.
Odbył kilka podróży do Wietnamu, a w 1965 po raz pierwszy do Chin, na krótko przed rewolucją kulturalną. Odwiedził też Jugosławię i Indonezję. W 1981 organizacja Open Doors zakończyła swoją największą operację przemytniczą, dostarczając milion Biblii w ciągu jednej nocy dwóm tysiącom chrześcijan czekających na nich na plaży w Chinach (232 tonowe paczki). Do Chin przemycał Biblie m.in. w okładkach czerwonych książeczek Mao. Podróżował również do Afryki, odwiedzając około dwadzieścia krajów. Wypowiadał się przeciwko apartheidowi. W końcu lat 60. XX wieku odbył pierwszą podróż na Kubę, a później odwiedził kilka innych krajów Ameryki Łacińskiej. W 2001 spotkał się z liderami kolumbijskiej grupy Autodefensas de Colombia (AUC) i namawiał ich do złożenia broni. W ciągu roku 15.000 członków AUC oddało broń w zamian za Biblie. Odwiedził też ogarnięty wojną Liban. Nawiązał kontakt z Hamasem w 1993. Przez kilka kolejnych lat kontaktował się z różnymi grupami terrorystycznymi, twierdząc, że najlepszą rzeczą, jaką może zrobić dla Izraela i krajów zachodnich, jest „poprowadzenie ich wrogów do Chrystusa” (jego rozmówcami byli m.in. Jasir Arafat i Muhammad Husajn Fadl Allah). Zdarzenia te opisał w książce Light Force, napisanej wspólnie z Alem Janssenem (2004). Została ona wydana w dziewięciu językach. Oprócz God’s Smuggler napisał jeszcze piętnaście innych książek.
W 1984 zapoczątkował kampanię modlitewną za ZSRR. W 1993 został pasowany na rycerza przez królową Holandii Beatrycze. W 1997 został laureatem nagrody World Evangelical Fellowship’s Religious Liberty Award. W 2003 w Kalifornii otrzymał nagrodę Heritage of Faithfulness Award. W latach 80. XX wieku został nazwany „Blood Brother” plemienia Indian Apaczów (nadano mu imię Ten, który przełamuje linie). Po upadku żelaznej kurtyny uzyskał kopie raportów KGB na swój temat liczące ponad 150 stron.
Miał żonę Corry, która zmarła w 2018. Małżeństwo miało pięcioro dzieci i jedenaścioro wnucząt. Dużą część literatury przewoził do państw komunistycznych Volkswagenem Garbusem wyposażonym w wiele wymyślnych schowków.